# (3114) Ercilla
(3114) Ercilla (1980 FB12) – planetoida z grupy pasa głównego asteroid okrążająca Słońce w ciągu 3,77 lat w średniej odległości 2,42 j.a. Odkryta 19 marca 1980 roku.